# Convention baptiste nigériane
La Convention baptiste nigériane (anglais : Nigerian Baptist Convention) est une association chrétienne évangélique d'églises baptistes au Nigeria. Elle est affiliée à l’Alliance baptiste mondiale. Son siège est situé à Ibadan. 

## Histoire
La Convention a ses origines dans une mission américaine du Conseil de mission internationale en 1850. Elle est officiellement fondée en 1914. Selon un recensement de l’association, en 2023 elle disait avoir 14,523 églises et 8,925,000 membres.

## Écoles

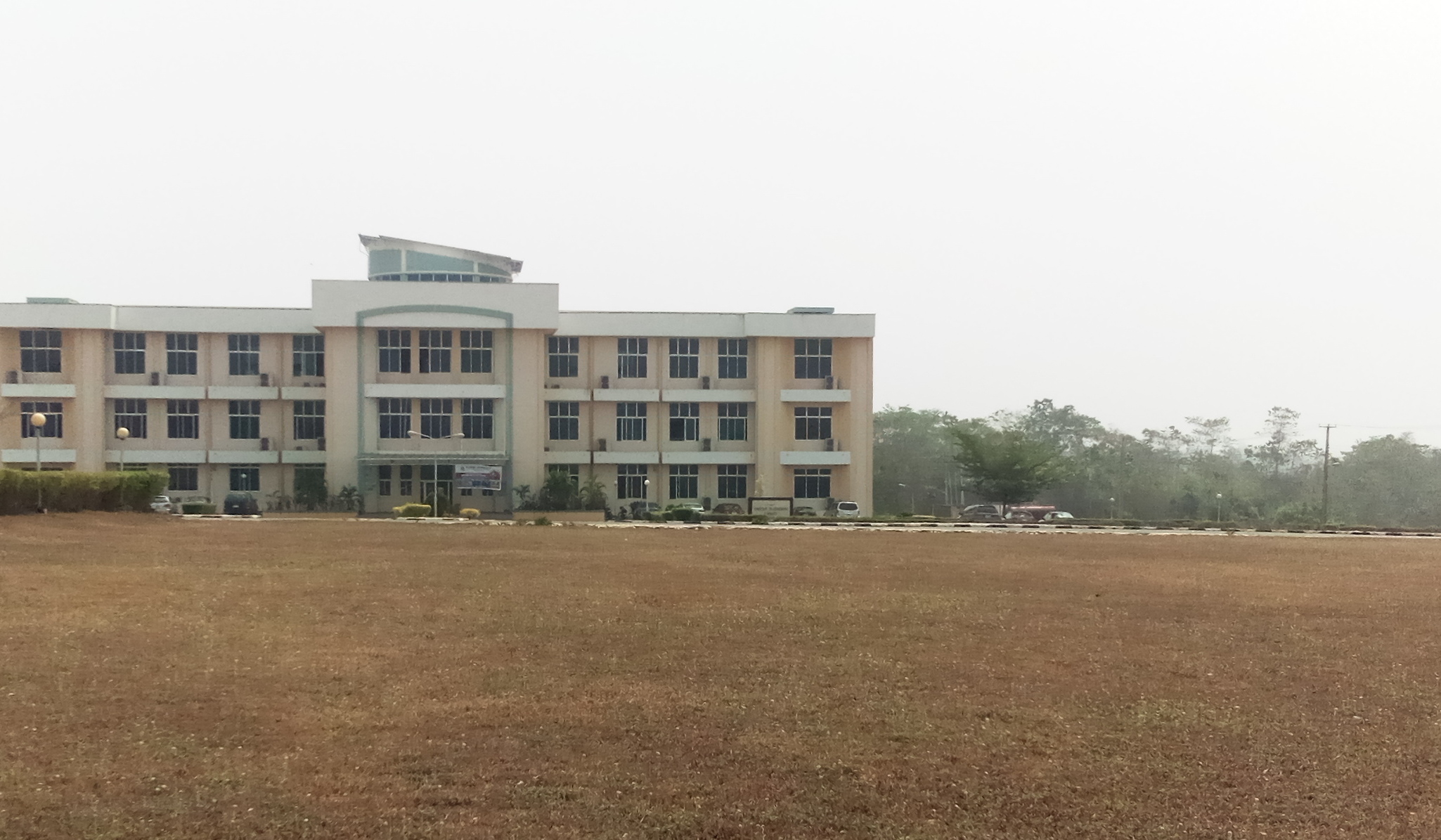
Bibliothèque Timothy Olagbenro, Université Bowen à Iwo.

La convention compte 15 écoles primaires et secondaires affiliées, rassemblées dans le Directorate of Baptist Mission Schools.
Elle a également fondé l'Université Bowen à Iwo en 2001.
Elle compte 9 instituts de théologie affiliés, dont le Nigerian Baptist Theological Seminary fondé en 1898 à Ogbomoso.